# Cellettes (Charente)
Cellettes è un comune francese di 454 abitanti situato nel dipartimento della Charente, nella regione della Nuova Aquitania.

## Società

### Evoluzione demografica
Abitanti censiti